# Renia heliusalis
Renia heliusalis är en fjärilsart som beskrevs av Walker 1859. Renia heliusalis ingår i släktet Renia och familjen nattflyn. Inga underarter finns listade.